# Església de Sant Miquel (Palma)
L'església de Sant Miquel és una església parroquial gòtica de Mallorca que es troba al carrer de sant Miquel. Té la categoria de basílica, i és considerat el temple més antic de Mallorca, a més de ser una de les quatre primeres parròquies de la ciutat.
S'alça sobre una antiga mesquita musulmana, que el 1229, durant la Conquesta, va ser utilitzada com a temple cristià; deu el seu nom al confessor del Rei en Jaume, el dominicà fra Miquel Fabra. El segle xiv es va iniciar la construcció del nou temple cristià. Al segle xvii es varen fer reformes, es va ampliar l'espai i es va canviar l'orientació. El campanar data de 1320.
L'església és d'estil gòtic. Té una nau única amb capelles laterals, un absis de planta trapezoidal i una coberta de mig canó. A l'interior, després d'una reforma, l'estil és més aviat barroc: només en roman una volta i hi ha un arc gòtic a la primera capella. La porta principal està decorada per Pere de Sant Joan (1398), on destaca l'escultura de Ramon Llull.
En aquesta església es troba l'escultura de la Mare de Déu de la Salut, patrona de Palma.

## Galeria

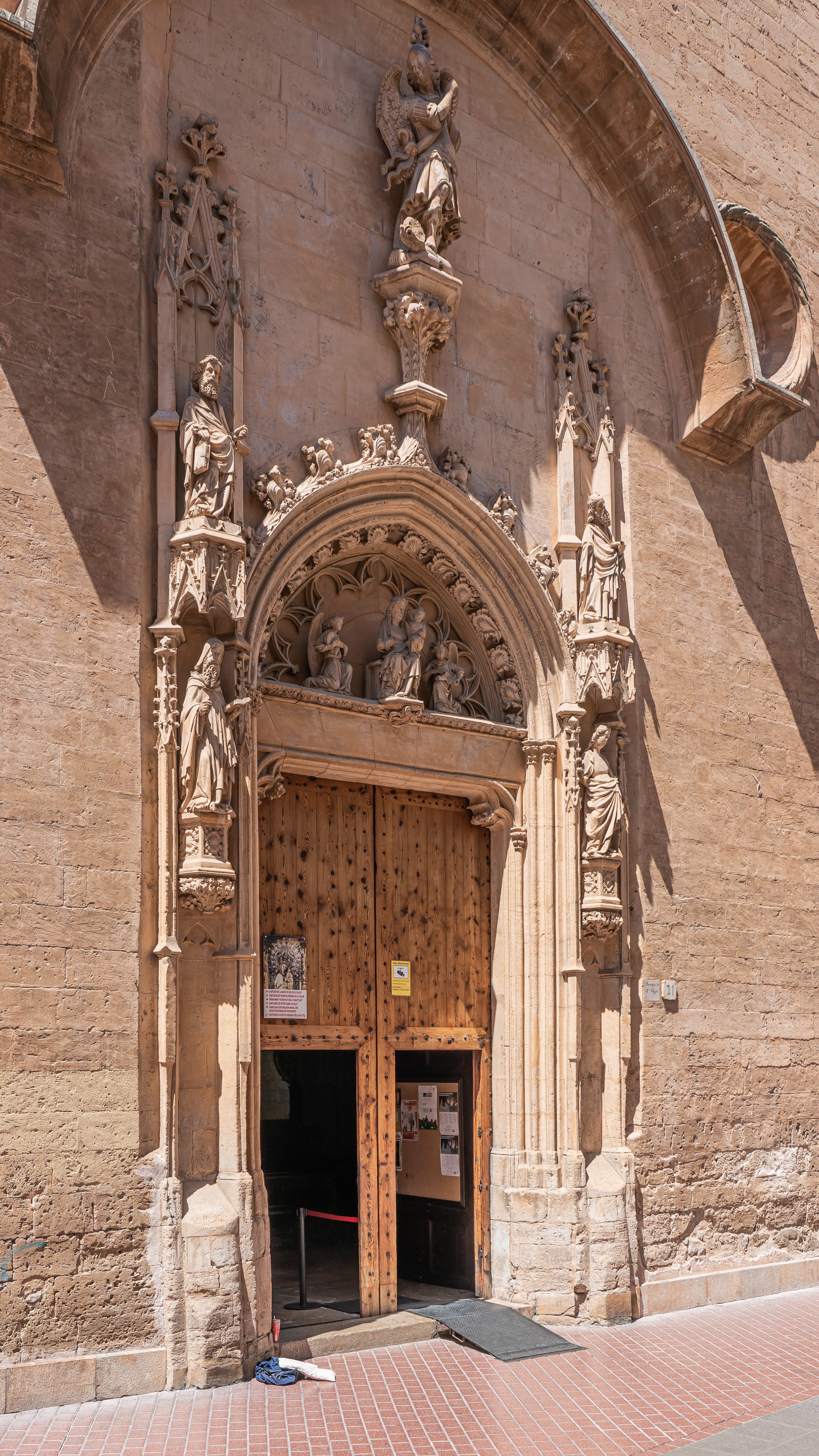
Façana de l'església
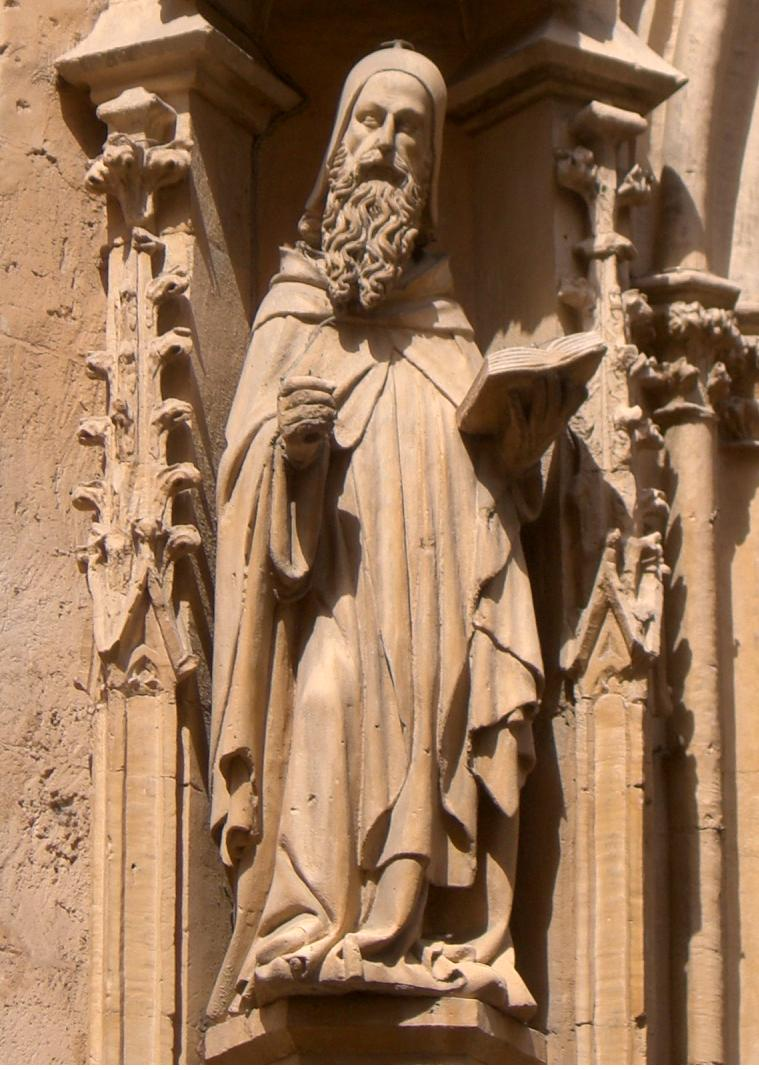
Escultura de Ramon Llull (1398) a la façana
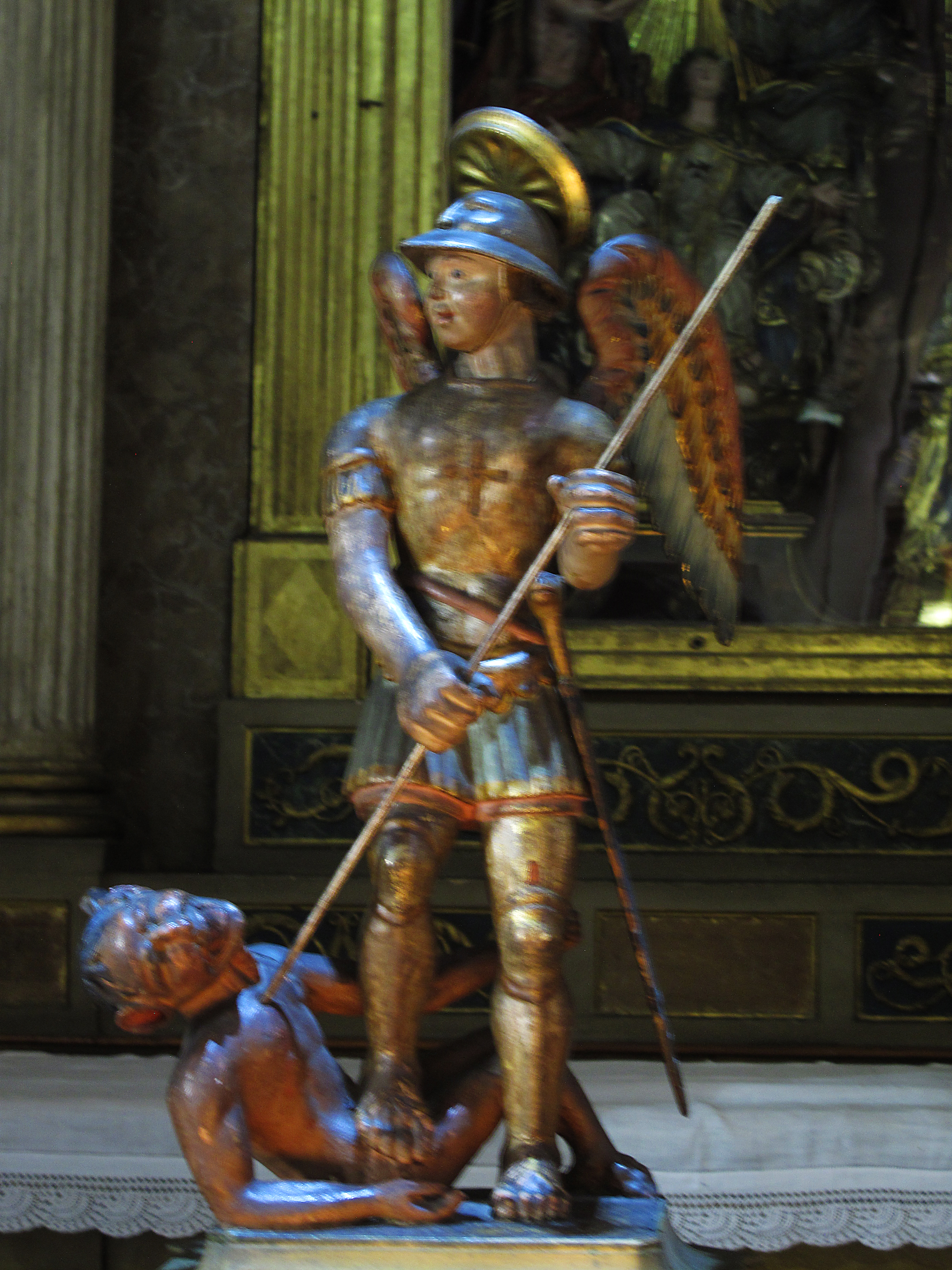
L'arcàngel Miquel matant el dimoni
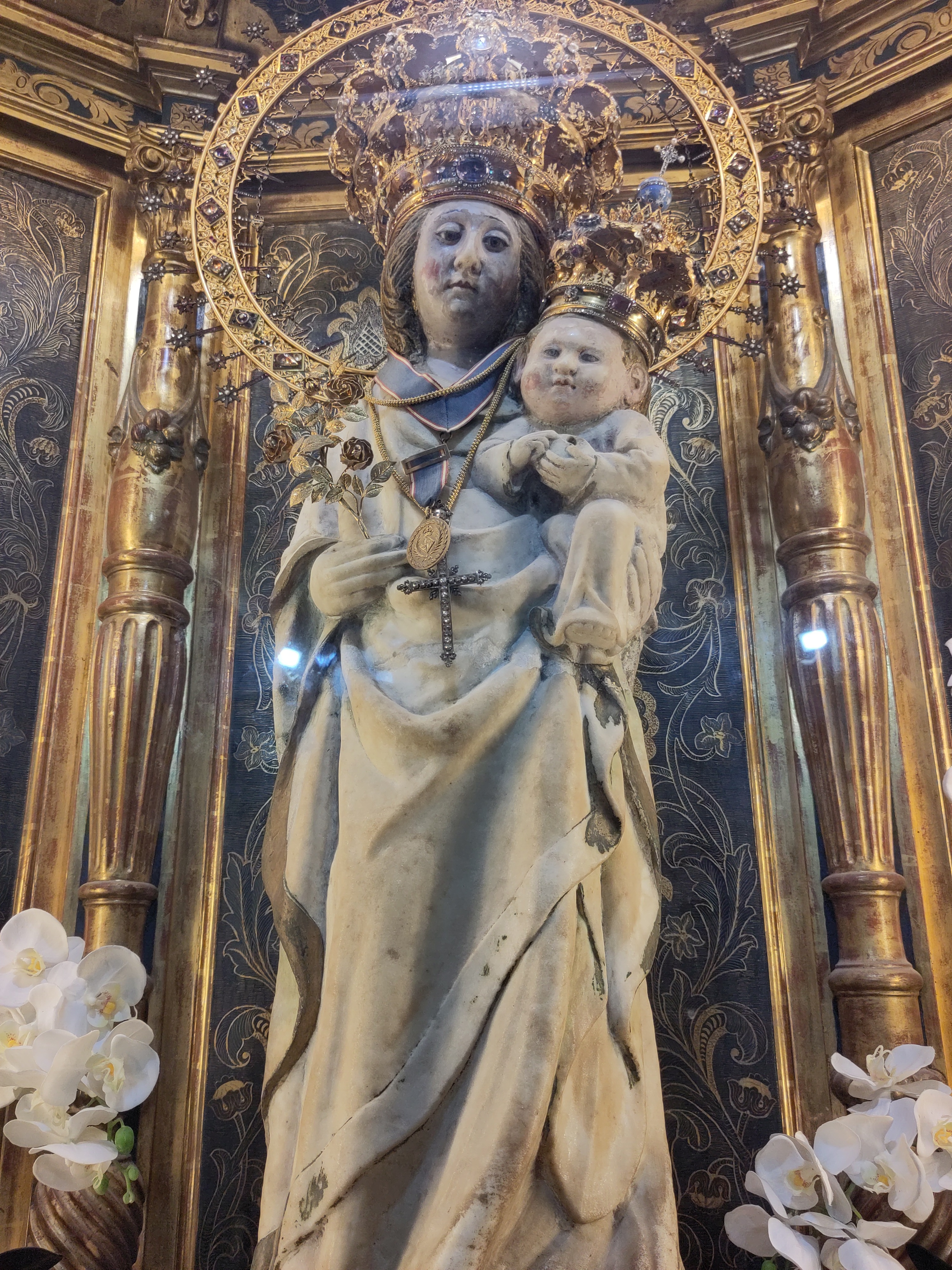
La Mare de Déu de la Salut, patrona de Palma
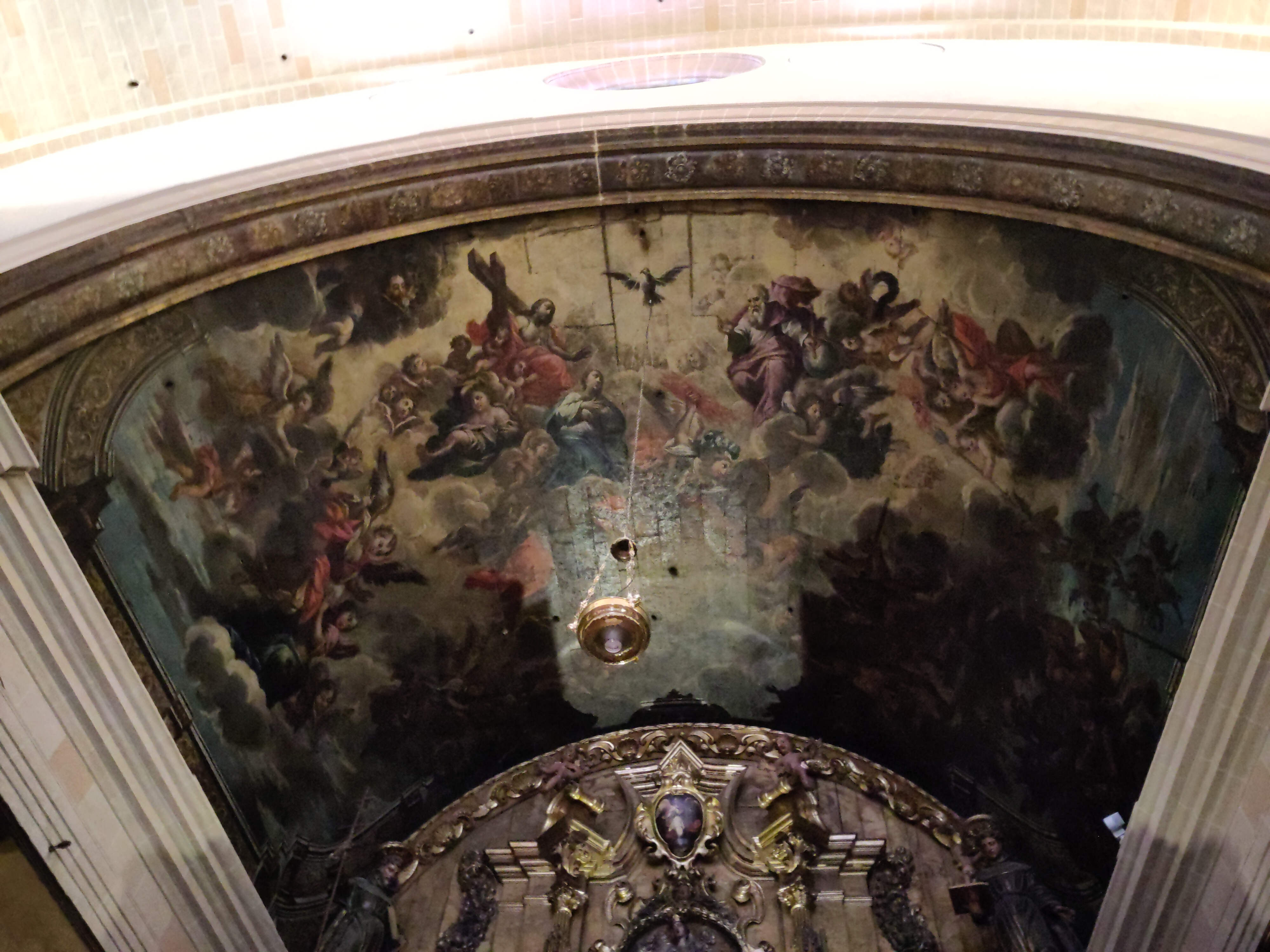
Fresc damunt l'altar
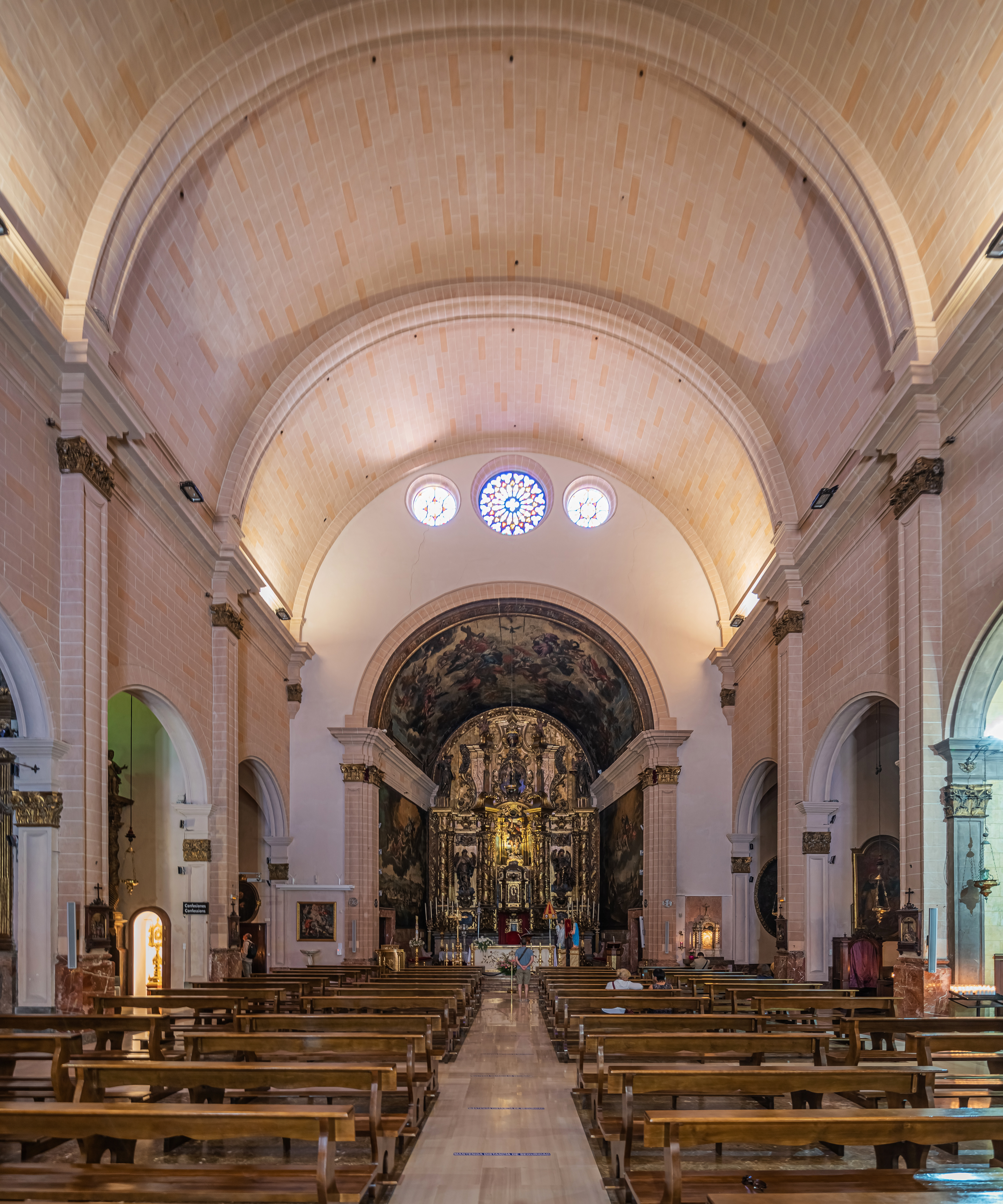
Interior